# 松本来夢
松本 来夢（まつもと らむ、2003年〈平成15年〉7月31日 - ）は、日本の女優。
東京都出身。

## 来歴
映画『MIRACLE デビクロくんの恋と魔法』では榮倉奈々、テレビドラマ『戦力外捜査官』では武井咲の幼少期を演じるなど、数々のテレビドラマや映画、CMへ出演。
2015年（平成27年）4月にはNHK連続テレビ小説『まれ』に出演し、第1週で土屋太鳳演じるヒロイン・津村希の少女期を演じて注目を集めた。のちに、2017年12月公開の映画『8年越しの花嫁 奇跡の実話』で土屋太鳳との共演を果たしている。
2016年9月公開の秦建日子初監督作品『クハナ!』で映画初主演を務めた。
2017年には『ミスセブンティーン2017』の最終候補者18名の1人となる。
2018年1月の秦組Vol.9『らん』で主人公・らん役を演じる。

## 人物
- 身長は165cm[注 1]。スリーサイズはB74、W58、H75。
- 特技は空手、居合術、ジャズダンス、ソプラノリコーダー[2]。
- 趣味は一輪車、押し花、生け花、読書、映画鑑賞、お笑い鑑賞[2]。

## 出演

### テレビドラマ
- 空飛ぶ広報室 第8話（2013年6月2日、TBS） - 稲葉リカ（幼少期） 役
- 斉藤さん2（2013年7月13日 - 9月21日、日本テレビ） - 矢吹来夢 役
- 戦力外捜査官 第1話（2014年1月11日、日本テレビ） - 海月千波（幼少期） 役
- SHARK 第7話（2014年2月23日、日本テレビ） - ハルカ 役
- 赤と黒のゲキジョー おばさん弁護士 町田珠子（2015年1月31日、フジテレビ） - 結城葵 役[8]
- 相棒 season13 第14話（2015年2月4日、テレビ朝日） - 新宮奏（幼少期） / 新宮響 役（二役）
- 連続テレビ小説 まれ（2015年3月30日 - 9月26日、NHK総合） - 津村希（少女時代）役[9][10]
- ど根性ガエル 第1話（2015年7月11日、日本テレビ） - 吉沢京子（少女期）役
- 表参道高校合唱部!（2015年7月17日 - 9月25日、TBS） - 香川真弓 役
- 遺産争族 第3話、第8話（2015年11月5日・12月10日、テレビ朝日） - 河村楓（小学生時代）役
- 月曜ゴールデン 魔性の群像 刑事・森崎慎平シリーズ（TBS） - 森崎菜緒 役
  - 魔性の群像 刑事・森崎慎平3（2015年11月9日）
  - 魔性の群像 刑事・森崎慎平4（2017年3月13日）
  - 魔性の群像 刑事・森崎慎平5（2019年1月28日）
- 地域発ドラマ 東京ウエストサイド物語（2015年12月2日、BSプレミアム） - 高山峰子（小学生時代）役
- 嵐の涙〜私たちに明日はある〜 第1話・第4話（2016年2月1日・4日、東海テレビ） - 相田順子（中学生時代） 役
- アイドル×戦士ミラクルちゅーんず! 第6話（2017年5月7日、テレビ東京） - 宇田川ヒトミ 役

### 映画
- すべては君に逢えたから（2013年11月22日公開） - クラスメイト 役
- MARCHING-明日へ-（2014年8月23日公開[11]） - 飛鳥 役
- MIRACLE デビクロくんの恋と魔法（2014年11月22日公開[12]） - 高橋杏奈（幼少時代） 役
- ひ・き・こ降臨（2014年11月29日公開[13]） - 森妃姫子 役
- クハナ!（2016年9月3日公開） - 主演・西田真珠 役[注 2]
- ダンスの時間（2016年9月17日公開） - 語り [14]
- 8年越しの花嫁 奇跡の実話（2017年12月16日公開） - 美帆 役

### 情報番組
- あさイチ（2015年8月5日・2016年8月26日、NHK総合）[15]

### バラエティ番組
- 行列のできる法律相談所 - 花田美恵子の娘 役
- 世界一受けたい授業
- SMAP×SMAP - 「BISTRO SMAP」
- メレンゲの気持ち

### CM
- アドビシステムズ 「Adobe & ANA Movie」（2012年）
- 西武グループ
  - プリンススノーリゾート 2013-2014（2013年）
  - エプソン 品川アクアスタジアム（2014年）
  - プリンスグランドリゾート軽井沢（2014年）
  - プリンススノーリゾート 2014-2015（2014年）
  - プリンスホテルズ&リゾーツ 「夏プリ」（2015年）[16][17]
  - エプソン アクアパーク品川（2015年）
  - プリンスホテルズ&リゾーツ 「プリンスウエディング」（2015年）
  - プリンスホテルズ&リゾーツ 「冬プリ」（2015年 - 2016年）[18][19]
  - プリンスホテルズ&リゾーツ 「夏プリ」（2016年）[20]
  - プリンスホテルズ&リゾーツ 「冬プリ」（2016年 - 2017年）[21]
- ミツカン 「ポテサラマンボ」篇 （2015年）
- Z会 「勉強は、冒険だ。」篇（2015年）
- 札都（2017年 - ）[22]
- 日世 70周年スペシャルムービー「ソフトクリーム探偵」（2017年） - 小林少年 役

### MV
- 南壽あさ子「勿忘草の待つ丘」（2017年）

### 舞台
- 秦組Vol.9『らん』（2018年1月17日 - 21日、全労済ホール スペース・ゼロ） - 主演・らん 役
- 秦組Vol.13『方舟』 episode 1「辺境の惑星」(2021年2月6日 - 14日、d-倉庫)  - ヤン・ドー 役[23][24]